# 第1滑雪步兵師 (德意志國防軍)
第1滑雪步兵師 （德語：1. Skijäger-Division）是納粹德國於第二次世界大戰期間所組建的一支步兵部隊，擅長於雪地中作戰。該師的基礎單位於1943年秋季在東部戰線上編成，以為將來的冬季戰事做準備。1944年夏季，該部隊被進一步擴充為一個完整的師級部隊。第1滑雪步兵師隸屬於中央集團軍，且僅參與過東線戰場上的戰事，其中包含進攻維斯瓦河防線、斯洛伐克以及南部波蘭等地，並最終於1945年5月在今日捷克共和國領土上向蘇聯紅軍投降。

## 組織
美國軍事歷史作家喬治·納夫齊格（George Nafziger）表示第1滑雪步兵師是於1944年6月2日在第一滑雪獵兵旅的基礎上擴編而成的；後者則早在1943年便已存在。如同此時期（1944年，即戰爭後期）的許多德軍部隊一樣，該師是以現存部隊為基礎，並吸收許多新兵、補充兵或其他部隊的單位擴充而來的，其中包括第19裝甲擲彈兵旅、第65重型炮兵團、第152驅逐戰車營、第18火箭發射器營以及第615防空營的部隊。
截至1945年1月，第1滑雪步兵師 下轄下列單位：
- 師部參謀部
  - 第152摩托化製圖分遣隊
  - 第152摩托化憲兵分遣隊

第1及第2滑雪獵兵團各有一個本部參謀部、三個滑雪獵兵營、一個工兵排、一支通訊分遣隊以及一支裝甲獵兵分遣隊，並各擁有兩門重型戰防炮。
三個滑雪獵兵營皆擁有以下單位：
- 營本部
- 三個連，共配有9挺輕機槍以及兩個突擊排（專指每名士兵皆配備StG 44突擊步槍的排）
- 一個重型武器連，備有8挺重機槍、1挺輕機槍、4門75毫米火炮以及6門80毫米迫擊炮。

第1及第2滑雪獵兵團團屬的第13摩托化支援連擁有一個防空排（裝備8輛20毫米防空自走炮）、一個重機槍排（裝備6挺重機槍）以及一個裝甲獵兵排（裝備6門75毫米戰防炮、18支反戰車步槍以及1挺輕機槍）。
第152炮兵團下轄4個營，共計備有24門105毫米火炮、12門120毫米迫擊炮、12門150毫米榴彈炮以及59挺機槍。
第1滑雪燧槍兵營下轄4個燧槍兵連（裝備9挺輕機槍以及兩個突擊排）以及1個重型武器連（編制如上）。
第1重型滑雪獵兵營可能是整個德意志國防軍內武裝最強大的營級部隊，其編制如下：
- 一個備有12門重型反戰車自走炮與12挺機槍的連隊
- 一個備有150毫米自走榴彈炮與7挺機槍的連隊
- 一個備有37毫米自走防空炮的連隊
- 第4裝甲連備有174輛繳獲的蘇聯T-34戰車

第152裝甲獵兵營擁有兩個突擊炮營，共裝備了10輛三號突擊炮。
第1滑雪步兵師 的其他部隊包含第85滑雪工兵營、第152滑雪通訊分遣隊以及第152滑雪補充兵營。

## 歷任指揮官

### 第一滑雪獵兵旅旅長
- 岡瑟·馮·曼陀菲爾（Günther von Manteuffel），1943年4月1日～1943年9月
- 馬丁·伯格（Walter Berg），1944年5月13日～1944年6月5日

### 第一滑雪步兵師師長
- 馬丁·伯格，1944年6月5日～1944年8月2日
- 古斯塔夫·洪特（Gustav Hundt），1944年10月3日～1944年11月15日

## 外部連結
- "1.（页面存档备份，存于） Skijäger-Brigade /1.（页面存档备份，存于） Skijäger-Division（页面存档备份，存于）". German language article at www.lexikon-der-wehrmacht.de. Retrieved April 12, 2005.